# Lisa Akin
Lisa Akin   (Michigan, 12 de febrer de 1964), coneguda també pel nom de casada, Lisa Akin-Wagner, és una antiga pilot de motocròs nord-americana. Va guanyar un campionat dels Estats Units femení (1984) i cinc campionats amateurs femenins Loretta Lynn (LLMX).
Casada amb el també pilot de motocròs Bobby Wagner, d'Indiana -a la seva època un dels millors de la classe "Open"-, la parella és coneguda al món de les curses com a "la parella principal de motocròs d'Amèrica".

## Biografia
Nascuda i criada en una família de pilots de motocròs, Lisa Akin va ser una de les dones més reeixides de la història del motocròs femení als Estats Units. Al llarg de la seva carrera va protagonitzar duels memorables contra les seves grans rivals, Kim Douglass i, especialment, Mercedes González. En algunes ocasions havia competit també amb èxit contra rivals masculins: el 1983 va acabar catorzena a la classe de 100 cc del campionat Loretta Lynn competint amb futurs campions del nivell de Jeff Stanton, Donny Schmit, Fred Andrews i Barry Carsten.
Després que Kim Douglass i Mercedes González es retiressin al tombant de la dècada del 1980, Akin es va trobar sense la mateixa oposició que abans i es va acabar retirant definitivament el 1993. Actualment, juntament amb el seu marit dirigeix el circuit de motocròs Dutch Sport MX Park de Bloomingdale (Michigan), uns 95 km al nord de South Bend (Indiana). La parella té dos fills, Brett i Austin Wagner, ambdós també pilots de motocròs.

## La rivalitat amb Mercedes González
Akin i González van mantenir la rivalitat més important de la història del campionat Loretta Lynn. L'una de l'est (Michigan) i l'altra de l'oest (Califòrnia), l'una amb Yamaha i l'altra amb Kawasaki, ambdues es trobaven un cop l'any en aquest campionat i, durant les curses, mostraven una gran competitivitat. A l'última edició en què s'hi van trobar, la de 1988, el campionat es va haver de decidir a la tercera i darrera mànega i no fou fins a la darrera volta que Lisa Akin va avançar de forma espectacular per l'interior a Mercedes González i es va poder endur així el seu cinquè i últim campionat AMA Amateur.
Casualment, tant l'una com l'altra es van acabar casant amb pilots de motocròs que havien conegut en aquell campionat: Lisa Akin amb Bobby Wagner i Mercedes González, amb Derek Natvig.

## Palmarès

### Títols per any
| Any  | Equip  | Campionat   | Classe  |
| ---- | ------ | ----------- | ------- |
| 1982 | Yamaha | LLMX        | Women   |
| 1983 | Yamaha | LLMX        | Women   |
| 1984 | Yamaha | C. dels EUA | Women's |
| 1984 | Yamaha | LLMX        | Women   |
| 1985 | Yamaha | LLMX        | Women   |
|      |        |             |         |
| 1988 | Yamaha | LLMX        | Women   |

### Resum
- 1 Campionat dels Estats Units (Women's)
- 5 Campionats amateurs Loretta Lynn (LLMX Women)